# بيلي باكستر (لاعب بوكر)
بيلي باكستر (بالإنجليزية: Billy Baxter)‏ هو لاعب بوكر أمريكي، ولد في 1940 في أوغستا في الولايات المتحدة.